# آن ستيوارت
آن ستيوارت (بالإنجليزية: Anne Stuart)‏ (2 مايو 1948، فيلادلفيا في الولايات المتحدة)؛ كاتِبة وروائية أمريكية.